# Lijst van voetbalinterlands China - Mongolië (vrouwen)
Deze lijst van voetbalinterlands is een overzicht van alle officiële voetbalinterlands tussen de nationale vrouwenteams van China en Mongolië. De landen hebben tot nu toe twee keer tegen elkaar gespeeld.

## Wedstrijden
| № | Plaats   | Datum             | Competitie                                     | Wedstrijd        | Uitslag |
| - | -------- | ----------------- | ---------------------------------------------- | ---------------- | ------- |
| 1 | Dededo   | 1 december 2018   | Oost-Aziatisch kampioenschap 2019 kwalificatie | China − Mongolië | 10 − 0  |
| 2 | Hangzhou | 22 september 2022 | Aziatische Spelen 2022                         | China − Mongolië | 16 − 0  |

## Samenvatting
| Competitie                                | Totaal gespeeld | Winst China | Gelijk | Winst Mongolië | Doelsaldo China – Mongolië |
| ----------------------------------------- | --------------- | ----------- | ------ | -------------- | -------------------------- |
| Aziatische Spelen                         | 1               | 1           | 0      | 0              | 16 − 0                     |
| Oost-Aziatisch kampioenschap kwalificatie | 1               | 1           | 0      | 0              | 10 − 0                     |
| Totaal                                    | 2               | 2           | 0      | 0              | 26 − 0                     |

CFA · A-internationals · Chinees mannenelftal
1986 – 1989 · 1991 – 1999 · 2000 – 2009 · 2010 – 2019 · 2020 – 2029
Argentinië ·
Australië ·
Brazilië ·
Canada ·
Chili ·
Colombia ·
Costa Rica ·
Denemarken ·
Duitsland ·
Engeland ·
Filipijnen ·
Finland ·
Frankrijk ·
Ghana ·
Guam ·
Guatemala ·
Haïti ·
Hongarije ·
Hongkong ·
Ierland ·
IJsland ·
India ·
Indonesië ·
Iran ·
Italië ·
Ivoorkust ·
Japan ·
Joegoslavië ·
Jordanië ·
Kameroen ·
Kazachstan ·
Kroatië ·
Maleisië ·
Mexico ·
Mongolië ·
Myanmar ·
Nederland ·
Nieuw-Zeeland ·
Nigeria ·
Noord-Korea ·
Noorwegen ·
Oekraïne ·
Oezbekistan ·
Portugal ·
Roemenië ·
Rusland ·
Schotland ·
Sovjet-Unie ·
Spanje ·
Tadzjikistan ·
Taiwan ·
Thailand ·
Tsjechië ·
Verenigde Staten ·
Vietnam ·
Wales ·
Zambia ·
Zimbabwe ·
Zuid-Afrika ·
Zuid-Korea ·
Zweden ·
Zwitserland